# Дубов'язівський спиртовий завод
Дубов'язівський спиртовий завод — підприємство харчової промисловості в селищі міського типу Дубов'язівка Конотопського району Сумської області України.

## Історія
Спиртовий завод у селі Дубов'язівка Конотопського повіту Чернігівської губернії Російської імперії був побудований в 1888 поміщиком Зараховичем.
У першій половині листопада 1917 року Дубов'язівку окупували радянські війська, але наприкінці березня 1918 року вдалося вибити радянських окупантів і встановити владу Української Народної Республіки. Надалі, до грудня 1919 року, село знаходилося в зоні бойових дій громадянської війни, результатом якої стала радянська окупація.
Відновлення спиртзаводу і цукрового заводу, який забезпечував його сировиною, почалося у 1920 році. В 1926 році від станції Дубов'язівка було прокладено залізничну гілку, спочатку до цукрового комбінату, а потім до спиртзаводу, що дозволило збільшити продуктивність підприємства міста і вивезення готової продукції. Кількість працівників спиртзаводу збільшилася до 88 чоловік. Відповідно до другого п'ятирічного плану розвитку народного господарства СРСР спиртзавод реконструювали. Протягом 1936 року завод щомісяця перевиконував планові виробничі показники і завершив 1936 рік із прибутком понад 1 млн. рублів.
В ході другої світової війни з 11 вересня 1941 до 7 вересня 1943 року село було окуповане німецькими військами, перед відступом гітлерівці зруйнували селище (при цьому цукровий комбінат, спиртзавод, клуб спиртового заводу та низка інших будівель були повністю знищені). У 1943 році почалося відновлення спиртзаводу, в 1944 він був введений в експлуатацію. Надалі, відповідно до четвертого п'ятирічного плану відновлення та розвитку народного господарства СРСР (1946 - 1950 рр.) спиртзавод був переобладнаний і в 1947 році перевищив довоєнні обсяги виробництва. Надалі, спиртзавод був реконструйований і перетворений на Дубов'язовський спиртовий комбінат. В цілому, за часів радянської  окупації України спиртовий комбінат входив до числа провідних підприємств селища.
Після проголошення незалежності України комбінат було перейменовано на Дубов'язівський спиртовий завод. У березні 1995 року Верховна Рада України внесла спиртзавод до переліку підприємств, приватизація яких заборонена у зв'язку з їх загальнодержавним значенням. Після створення в червні 1996 року державного концерну спиртової та лікеро-горілчаної промисловості «Укрспирт», завод був переданий у віддання концерну «Укрспирт». У липні 2000 року було затверджено державну програму «Етанол», яка передбачала розширення використання етилового спирту як енергоносія, і Дубов'язівський спиртзавод (разом з іншими державними спиртзаводами) був включений до переліку виконавців цієї програми.
У 2004 році заводська зерносушарка була продана дніпропетровській фірмі ТОВ "Медльов" і надалі використовувалася на правах оренди (Дубов'язівський спиртзавод відноситься до категорії спиртзаводів, що виготовляють спирт із зерна). Економічна криза, що почалася в 2008 році, ускладнила становище всіх п'яти спиртзаводів Сумської області, річна потужність яких у цей час становила понад 3 млн. декалітрів спирту. У зв'язку із скороченням платоспроможного попиту у 2008 році вони виробили 1,5 млн. декалітрів, а до кінця червня 2009 року – 500 тис. декалітрів спирту.
21 серпня 2014 року господарський суд Сумської області дозволив демонтаж заводської зерносушарки. Станом на початок червня 2018 року Дубов'язівський спиртзавод був одним із двох діючих спиртзаводів на території Сумської області. 11 березня 2021 року фонд держмайна продав Дубов'язівський спиртовий завод держпідприємства «Укрспирт» за 108 млн грн.
У 2022 році в ході російського вторгнення в Україну завод отримав суттєві пошкодження. Російські окупанти відкрили вогонь по прохідній, в результаті загинув один працівник заводу, двоє отримали поранення. Також, під час обстрілів було пошкоджено деякі цехи підприємства.

## Сучасний стан
Завод виробляє медичний етиловий спирт і спирт етиловий не денатурований вищої очистки «екстра».